# Alexandre Cabanel
Alexandre Cabanel (Montpellier, 28 de setembre de 1823 - París, 23 de gener de 1889) fou un pintor francès.
Va ser alumne de François-Édouard Picot a l'École Des Beaux-arts, va guanyar una segona medalla en el Saló de Roma el 1845 i va residir durant cinc anys a la Vila Médicis. La fama li va arribar amb la seva tela Naissance de Vénus (El naixement de Venus), que va ser adquirit per l'emperador Napoleó III el 1863. Aquell mateix any, va ser nomenat professor en l'École des beaux-arts i va ser elegit membre de l'Académie des Beaux-Arts de l'Institut de France. Entre 1868 i 1888, va ser en 17 ocasions membre del jurat del Saló de París, en el qual li va ser concedida la medalla d'honor els anys 1865, 1867 i 1878.
Pintor d'història, de gènere i retratista, la seva obra va evolucionar amb els anys cap a temes romàntics, com ara Albaydé, inspirat en un poema d'Orientals de Victor Hugo. La seva obra va ser especialment coneguda i reclamada pels col·leccionistes internacionals i per les institucions, i va ser un dels artistes preferits dels emperadors Napoleó III i Eugènia de Montijo. Artista contrari al Naturalisme i a l'Impressionisme, i en particular enemic d'Édouard Manet, va ser criticat al seu torn per Émile Zola i els naturalistes, així com per tots aquells que defensaven l'emergència d'un art menys galant i més social i exigent.
Alexandre Cabanel va ser un important mestre, i va tenir com alumnes, entre d'altres, a Léon-François Comerre, Jean-Joseph Benjamin-Constant, Albert Besnard, Vlaho Bukovac, Charles Bulteau, Gaston Bussière, Louis Capdevielle, Eugène Carrière, Fernand Cormon, Pierre Auguste Cot, Édouard Debat-Ponsan, Émile Friant, Pierre Fritel, François Guiguet, Jules Bastien Lepage, François Flameng, Charles Fouqueray, Henri Gervex, Simó Gómez Polo, Charles Lucien Léandre, Henri Le Sidaner, Aristides Maillol, Édouard-Antoine Marsal, Fernand Pelez De Cordova, Henri Regnault, Louis Royer, Jean-Jacques Scherrer, Joseph-Noël Sylvestre, Paul Tavernier, Étienne Terrus, Adolphe Willette, Edmond Borchard, Rodolfo Amoedo, Henri Pinta i Almeida Júnior.